# Potez SEA VII
De Potez SEA VII, ook wel aangeduid als Potez VII, was een Frans dubbeldekker verkeersvliegtuig dat was ontwikkeld uit de SEA IV jager. De eerste vlucht van de door Aéroplanes Henry Potez gebouwde Potez VII vond plaats in 1919.
Henry Potez was een van de ontwerpers van het SEA IV jachtvliegtuig. Hij dacht dat het ontwerp ook potentie had in de burgerluchtvaart na de Eerste Wereldoorlog. Potez begon na de oorlog militaire surplus vliegtuigen op te knappen voor civiel gebruik.
Al spoedig besloot Henry om het ontwerp van de SEA IV aan te passen voor het vervoeren van passagiers. Hij maakte achter de voorste (open) cockpit in de romp een gesloten cabine voor twee passagiers. Ook vergrootte hij de spanwijdte met twee meter om zodoende de landing langzamer en comfortabeler te maken voor de inzittenden.
De Roemeense vliegmaatschappij  Cie Franco-Roumaine kocht 25 Potez VII toestellen om in de jaren twintig te gaan vliegen op Oost-Europese bestemmingen.